# セサモジル
セサモジル (Sesamodil) は、カルシウム拮抗剤である。セモチアジル (Semotiadil) とも呼ばれる。フマル酸塩の形で用いられる。ニフェジピン・ジルチアゼム・ニソルジピンなどの主要なカルシウム拮抗剤と比べ、作用持続時間が長く、より冠動脈・心筋に特異的に作用する。